# Obélix
Pour les articles homonymes, voir Obélix (homonymie).
Cet article possède des paronymes, voir Obelisk et Obélisque.
Obélix est un personnage de fiction créé par René Goscinny et Albert Uderzo dans la bande dessinée Astérix en 1959. Il est le meilleur ami d’Astérix et l’accompagne dans chacune de ses aventures, excepté la première (Astérix le Gaulois).

## Historique

### Avant Obélix
Les auteurs d’Astérix René Goscinny et Albert Uderzo ont de nombreuses fois collaboré avant la création de cette série. En 1958, ils créent notamment le personnage Oumpah-Pah, un Amérindien vivant en Nouvelle-France et allié des Français. La série Oumpah-Pah contient tous les ingrédients de ce qui sera plus tard la série Astérix le Gaulois : le duo comique avec le personnage d’Oumpah-Pah et son ami le chevalier français Hubert de la Pâte Feuilletée ressemble au duo Astérix et Obélix ; mais ce qui rapproche surtout Obélix d’Oumpah-Pah, outre sa force surhumaine (une force naturelle sans l’aide de potion) est son imposant physique .

### Création et première apparition d'Obélix

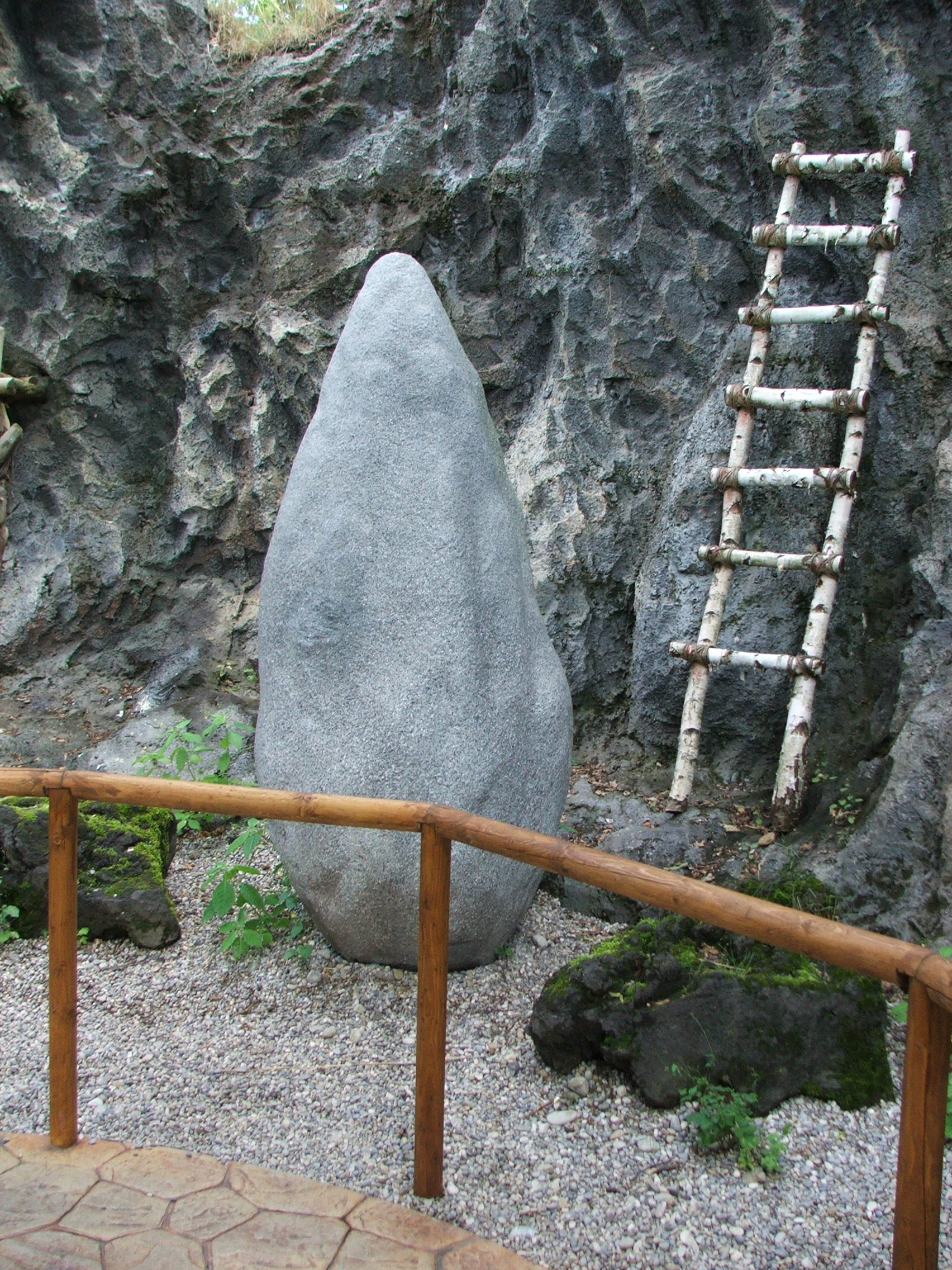
La carrière à menhirs d'Obélix (studios Bavaria).

Le personnage d’Obélix apparaît dès la première page de la première histoire, dans l’album éponyme de la série : Astérix le Gaulois. Il n’y a qu'un rôle secondaire puisqu’il n’accompagne pas Astérix délivrer le druide Panoramix emprisonné dans le camp romain de Petibonum. Il est ainsi absent dans toute la seconde moitié de l'histoire ; présent dans la première partie, il n’y joue aucun véritable rôle. Pour comprendre cela, il faut remonter à la genèse de la série Astérix. Elle est créée en 1959 pour un nouveau journal du nom de Pilote par deux auteurs encore inconnus, Albert Uderzo au dessin et René Goscinny au scénario. Alors que tous deux ont décidé de créer une histoire de Gaulois résistant à l'envahisseur romain, ils ne sont pas d’accord pour le physique du personnage principal, ni pour le rôle des personnages secondaires. Albert Uderzo veut un personnage principal grand et fort ; il dira plus tard : « Moi je voyais l’archétype du Gaulois tel que les images d’Épinal nous le montraient, un grand Celte blond. » René Goscinny, lui, préférait un petit format : « Il est important pour moi que le personnage soit en lui-même marrant », dira-t-il plus tard. René Goscinny veut aussi que son héros (ou antihéros) n'ait ni faire-valoir ni animal de compagnie. C'est finalement l’idée de Goscinny qui est retenue, mais Uderzo, spécialiste des personnages  survitaminés et fidèle à son idée de héros, va, avec l’accord de Goscinny, en placer un grand et fort au second plan.
Bien qu’il ait eu l’idée de ce personnage, Uderzo ne sait d'abord pas quoi en faire : le village abrite déjà un guerrier en la personne d’Astérix, un barde Assurancetourix, un druide Panoramix, un chef Abraracourcix, un forgeron et des paysans. Avec Goscinny  il décide d’en faire un tailleur et livreur de menhirs. À sa première apparition, Obélix porte une hache à la taille, qui disparaît dès sa seconde apparition, les auteurs considérant que cela donne un air trop barbare,.

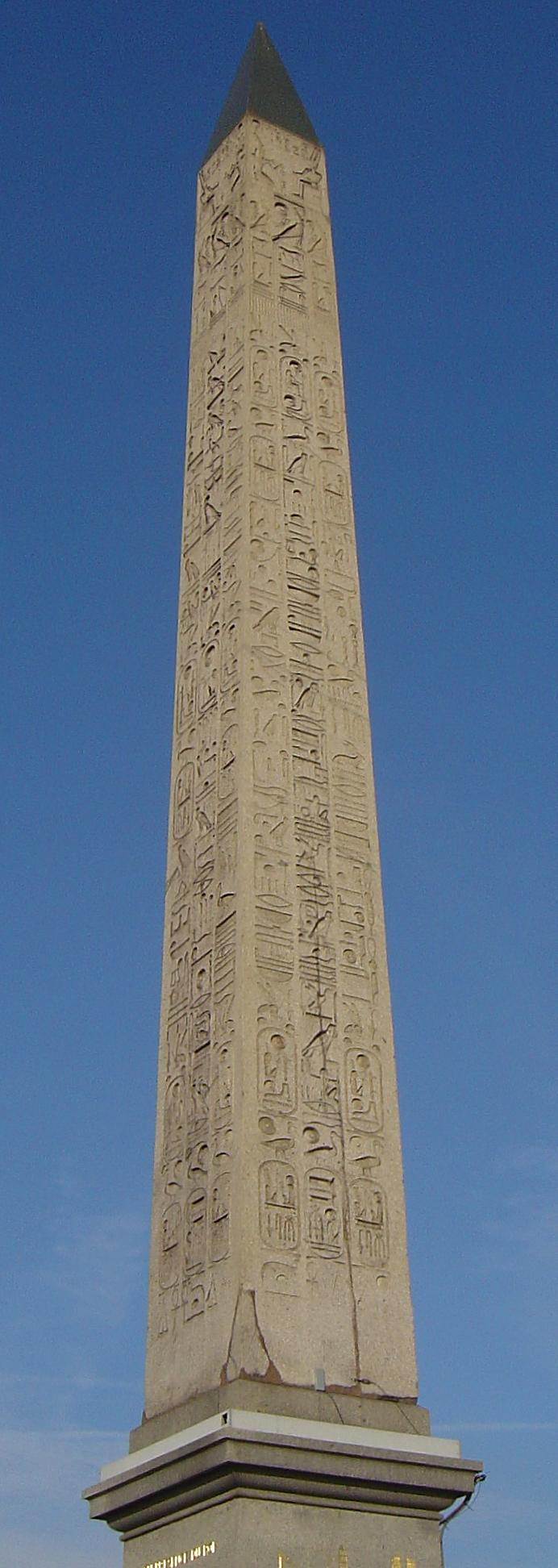
L’obélisque de Louxor (place de la Concorde, Paris) dont le nom fait penser à Obélix.

### Origine du nom

Obèles et doubles obèles dans diverses polices.

Le nom d'Obélix provient peut-être de l’obélisque,, colonne de pierre célébrant le soleil chez les Égyptiens. Dans une histoire courte parue en 1963 dans Pilote, Goscinny et Uderzo mettent en scène un descendant d'Obélix qui leur explique : « Je m'appelle Obélisc'h... Prononcez obélisque, c'est plus simple »... La seconde possibilité est que son nom vienne de l’obèle, signe typographique connu également sous le nom d'obélisque, du grec ὀβελίσκος / obelískos, « petite broche ». De fait, le nom de son compère Astérix vient d’un  symbole similaire, l’astérisque, utilisé pour indiquer un renvoi. L’utilisation de ces noms de symbole s’expliquerait par le fait que la famille de Goscinny possédait une imprimerie, son grand père étant imprimeur :  il connaissait donc bien le vocabulaire de ce métier.
L’allusion à l’obésité du personnage, si elle existe, est secondaire.

## Biographie fictive
Obélix est né au cours de l’année 85 av. J.-C. (soit 15 ans après Jules César, 35 ans avant la conquête des Gaules par Jules César en 50 av. J.-C.), le même jour et à la même heure que son ami Astérix dans le village où ils évolueront tous deux dans tous les albums. Cette double naissance est racontée dans une bande dessinée de quatre pages créée par Uderzo en 1994 pour un numéro spécial d’un journal appelé Astérix sorti pour fêter les 35 ans du héros, avec le titre En 35 avant J.C. ; cette histoire sera reprise en 2003 dans l'album Astérix et la rentrée gauloise. Les deux héros ont donc 35 ans tout au long de la série, car en bande-dessinée, les personnages ne vieillissent généralement pas. Néanmoins dans L'Anniversaire d'Astérix et Obélix - Le Livre d'or, Uderzo, désirant faire exception à cette tradition, présente, le temps d’une courte histoire, tous les principaux personnages 50 ans plus tard.
Les parents d’Obélix sont Obélodalix, tailleur de menhirs, et Gélatine.
Dans son enfance, il est couvé par sa mère, qui le nourrit de sanglier rôti au goûter. Malgré sa corpulence, le jeune Obélix est faible et ses camarades se moquent de lui. Pour faire cesser ces moqueries, il s’introduit, avec son ami Astérix, dans la hutte du druide Panoramix pour boire un peu de potion magique. Mais une maladresse le fait tomber dans la marmite pleine de potion ; il en boit l'intégralité. Depuis, les effets de la potion sont permanents chez lui et lui interdisent d'en boire à nouveau. Cette mésaventure est racontée par René Goscinny dans un texte illustré paru dans le journal Pilote no 291 du 20 mai 1965, repris plus tard en album en 1989 sous le titre Comment Obélix est tombé dans la marmite du druide quand il était petit (album réédité, 20 ans plus tard, en 2009).

## Description

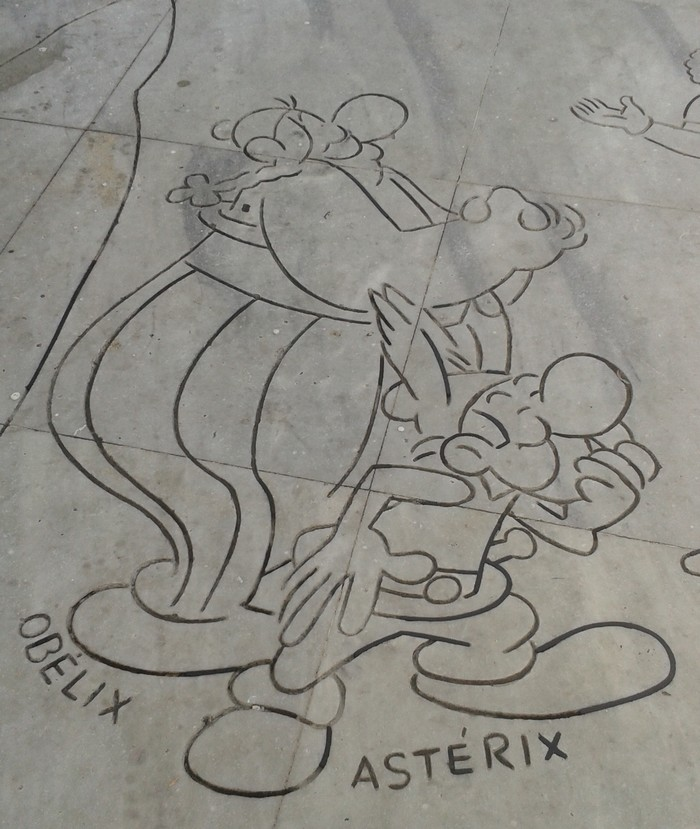
Gravure représentant Astérix et Obélix.

### Corpulence d'Obélix
La forte corpulence d’Obélix fait l’objet d’un déni de sa part : il déclare être « tout juste un peu enveloppé » ou « pas maigrichon, voilà tout », ou encore « bas de poitrine ». Ce déni est un ressort humoristique récurrent des albums de la série : Obélix s'énerve ou boude à chaque fois qu’on le traite de gros, sauf dans Le Combat des chefs, où un druide guérisseur lui diagnostique une maladie causée par sa corpulence, ce qui lui occasionnera une courte dépression plus tard dans l'histoire.
Quelques exemples :
- dans Astérix légionnaire, Astérix et Obélix, engagés dans la légion romaine sous les ordres de César, attaquent à eux seuls un camp militaire ennemi de Scipion ; un légionnaire affolé s’écrie : « Mais, c’est le gros des troupes de César ? » et Obélix, tout en enfonçant une cohorte romaine, répond rouge de colère : « Non Môssieur ! ». Plus tard, il crie la même chose quand le légionnaire, terrassé par les coups, soupirera : « Alors ce n'était pas le gros des tr… ? » sans finir sa phrase. Dans le même épisode, lorsque les nouveaux légionnaires prennent leur uniforme, le garde dit qu’il y a trois tailles ; « petit, moyen et gros ». Obélix choisit la taille moyenne, Astérix lui dit de ne pas faire l’idiot, Obélix rétorque : « Quoi, Quoi, c’est ma taille. » ;
- dans Le Fils d'Astérix, au cours d’une dispute, Astérix traite Obélix de « Gros lâche ! ». Peu après, réconciliés, Obélix demanda à Astérix : « C’est vrai que je suis gros ? », et Astérix évite l’impair de peu : « Mais non, (...), gros b… grand bêta ! » ;
- dans Astérix chez Rahàzade, Obélix est  traité de « gros pachyderme » par le fakir Kihça en colère après un incident sur le tapis volant sur lequel ils voyagent. Aux Indes, Obélix voit pour la première fois un vrai éléphant et dit, interrogateur : « Je ne vois vraiment pas le rapport avec moi ? ! » ;
- dans La Rose et le glaive, Obélix qui porte son éternel pantalon rayé verticalement de blanc et de bleu, se moque de la nouvelle maîtresse d’école qui porte des braies avec des rayures horizontales en disant ; « tout le monde sait que c'est dans le sens vertical que les rayures amincissent ! ».

Obélix est aussi représenté comme un gros mangeur :
- il raffole du sanglier, et en mange rarement un seul à chaque repas au village ;
- dans Astérix chez les Bretons, Astérix et Obélix entrent dans une taverne et le premier commande deux cervoises, Obélix crie alors : « Pour moi aussi ! »  (même gag dans Le Bouclier arverne) ;
- dans Le Cadeau de César, Obélix est aussi représenté comme amateur de lait de chèvre ;
- dans Astérix et Cléopâtre, on demande à Obélix de couper trois parts dans un gâteau, il en coupe deux petites et lorsqu’on le lui reproche, il répond qu’il en a bien coupé trois, en prenant tout le reste pour lui ;
- dans Astérix légionnaire, Panoramix, inquiet devant l’apathie d’un Obélix qui ne termine pas son repas, demande à Astérix s’il a mangé quelque chose avant ; celui-ci lui répond : « deux sangliers » et Panoramix de répondre : « Autant dire qu’il n’a rien mangé » ;
- dans Les Douze Travaux d'Astérix, Obélix triomphe facilement d’une épreuve en avalant un grand festin (sanglier, éléphant, chameau, mouton, veau, etc.) qui le laisse sur sa faim : « Le cuisinier m’a laissé tomber juste après les hors-d’œuvre. » ;
- dans Le Bouclier arverne, Astérix commande deux sangliers au vin dans une auberge et Obélix s’écrie : « Pour moi aussi ! »  (même gag dans Astérix chez les Bretons) ;
- dans Astérix et le chaudron, Obélix a une planche à sangliers pour lui tout seul et peut en manger jusqu’à l’aube ;
- dans La Galère d'Obélix, il dit que son minimum de sangliers est trois, mais qu’en dessous de quatre, ça ne lui suffit pas.

### Vêtements
Généralement, Obélix porte des braies aux rayures verticales bleues et blanches retenues par une ceinture verte à fermoir rond et doré, un casque à deux morceaux de métal arrondis et des chaussures similaires à celles d’Astérix. Seule exception dans la bande dessinée (hormis des apparitions parodiques dans L'Anniversaire d'Astérix et Obélix - Le Livre d'or), il porte, lorsqu’il est enrichi par le commerce de ses menhirs dans Obélix et Compagnie, des braies violettes à rayures blanches retenues par une large ceinture dorée ornée d'un nœud, une cape rose ornée de fleurs et un casque dont les pointes sont plus longues ; cependant cette crise de coquetterie est passagère et il revient à sa tenue habituelle avant la fin de l’histoire.
Dans les jeux vidéo, sa tenue évolue au cours de la série des Astérix & Obélix XXL : les deux morceaux de métal sur son casque deviennent des pointes, un anneau enserre son bras gauche et il porte un protège-avant-bras sur l'avant-bras droit.
Dans L'Anniversaire d'Astérix et Obélix - Le Livre d'or, Obélix est habillé (à la page 55) avec une casquette, des chaussures, un pantalon contemporain et une chemise longue. Il connaît d’autres changements de costumes, dans un but parodique, le temps d'une case ou deux dans le même livre.
Il lui arrive de s’habiller en légionnaire romain si nécessaire (Astérix légionnaire, Astérix et les Goths).

### Personnalité

#### Obélix et la potion magique
Comme l'explique l'album Comment Obélix est tombé dans la marmite du druide quand il était petit, Obélix, aidé par Astérix, s'est introduit secrètement dans la hutte de Panoramix et a ingurgité toute une marmite de potion, car les autres enfants se moquaient de lui. Depuis, les effets sont permanents chez lui. Panoramix refuse toujours de lui donner de la potion car ce serait dangereux. Quand Obélix en demande, le druide lui répond habituellement que c'est parce qu'il est « tombé dans la marmite quand il était petit ». Il y a quelques exceptions :
- dans l'album Astérix et Cléopâtre, il est prisonnier avec Astérix et Panoramix dans une pyramide. Pour le convaincre de casser un mur, Panoramix l'autorise à boire trois gouttes de potion. Il casse le mur avec facilité, mais remarque que cela n'a pas changé pas grand-chose ; la dose était sans doute trop faible pour avoir un effet, positif ou négatif, le but recherché par Panoramix étant sans doute de suffisamment motiver son ami pour qu'il parvienne à casser le mur ;
- dans l'album La Galère d'Obélix, furieux d'un nouveau refus du druide pendant que les autres villageois partaient au combat, Obélix avale toute la marmite de réserve de potion gardée dans la maison de Panoramix, avec une conséquence non prévue : à leur retour, les Gaulois le découvrent pétrifié. Après plusieurs tentatives de le ramener à son état normal, ils raniment Obélix, mais transformé en enfant ;
- à la fin du film d'animation Astérix : Le Domaine des dieux (dont le scénario est d'Alexandre Astier quoique inspiré de celui de l'album Le Domaine des dieux où cette scène n'a pas lieu), Panoramix autorise à nouveau Obélix à boire une très faible quantité de potion magique. Obélix oppose d'abord une résistance symbolique, rappelant l'interdit qui pèse sur lui, avant de la boire. Sa réaction sur Obélix n'est pas montrée directement, mais on voit les immeubles romains du domaine des dieux s'effondrer rapidement sous la force accrue du Gaulois.

#### Une grande sensibilité
Malgré son goût pour la bagarre et l'évident plaisir qu'il prend à taper sur les Romains, Obélix est un personnage sensible, susceptible et tendre :
- dès Astérix le Gaulois et tout au long de la série, une grande amitié (que rien n'affecte, pas même leurs disputes, toujours de courte durée), le lie à Astérix, que jamais il ne laisse tomber. Ainsi dans Astérix et le chaudron, quand Astérix est banni du village, il sacrifie tout sans hésitation pour partager son sort. Obélix est aussi très attaché à son chien Idéfix[12], et  amoureux de Falbala, bien qu'elle soit  fiancée à Tragicomix (voir Astérix légionnaire), qu'elle épousera ;
- dans L'Anniversaire d'Astérix et Obélix - Le Livre d'or, pendant son enfance, il est très affecté par les moqueries continuelles de ses camarades, avant qu'il ne tombe dans la marmite du druide[13] ;
- dans Astérix et les Indiens, quittant l'Amérique, il y laisse une Indienne (prénommée Ha-Tschi) pour qui il a éprouvé un amour partagé.

Il ressent aussi  souvent de la compassion et de la tristesse, lorsqu'il rencontre des personnes malheureuses :
- dans Le Grand Fossé il est « sensible aux belles histoires d'amour qui finissent mal » et « également aux belles histoires d'amour qui finissent bien ! ».

### Famille

#### Généalogie
Le père d'Obélix, Obélodalix et sa mère Gélatine vivent à Condate (Rennes) où ils tiennent une boutique de souvenirs avec les parents d'Astérix Astronomix et Praline (voir Astérix et Latraviata).
Il a aussi un cousin fabricant de serpes, Amérix, à Lutèce. (voir La Serpe d'or)
Obélix n'a pas d'enfants ou de compagne (il est certes amoureux de Falbala dans l'album Astérix légionnaire, mais ce n'est pas réciproque). Une histoire non canonique où les auteurs se mettent en scène, Obélisc'h, publiée en 1963 dans Pilote (rééditée dans Astérix et la Rentrée gauloise) indique divers « descendants » d'Obélix qui soulève littéralement un arbre généalogique. La famille a pour devise On y va? On y va? et son blasonnement est  Sanglier sur fond de Gueules. Les membres ont tous une grande ressemblance avec leur ancêtre gaulois, et ont participé à divers événements de l'histoire de France  :
- Obélisque-Marteau, ayant combattu à Poitiers sous les ordres de Charles Martel ;
- Obélisque le Preux, ayant participé aux croisades ;
- Obélisc'h seigneur du Menhir, ayant combattu durant la guerre de Cent Ans aux côtés de Du Guesclin ;
- Obélisc'h Comte de Bretagne, ayant combattu tout seul durant la première bataille de Marignan en 1515 ;
- Obélisc'h le Sanglier, compagnon de Duguay-Trouin ;
- Obélisc'h le Gros Malouin (avec un jeu de mots sur « gros malin »), ami de Surcouf ;
- Obélisc'h vivant de nos jours en Bretagne et rencontré en 1963 par René Goscinny et Albert Uderzo.

#### Obélix, Idéfix et Astérix
Obélix, Idéfix et Astérix sont indissociables. En effet, Astérix est né le même jour qu'Obélix, (révélation tardive - voir l'album Astérix et Latraviata - et contradictoire : dans l'album Obélix et compagnie seul l'anniversaire de ce dernier est fêté) qui le suit depuis le début (ou presque), de ses aventures. Quant à Idéfix, il suit Astérix et Obélix durant la quasi-intégralité de l'album Le Tour de Gaule d'Astérix, même s'il faut attendre la dernière page pour qu'Obélix le remarque et l'adopte. Ce trio reste ainsi inséparable durant toute la série (malgré les nombreuses chamailleries).

### Les sangliers
Dès sa première apparition, Obélix raffole des sangliers. Il dit d'ailleurs dans La Serpe d'Or : « Rôti ou à la croque au sel, le sanglier est mon plat préféré ».

### Huttes
Obélix habite avec Idéfix, dans une hutte en pierre avec un toit en bois à côté de sa carrière de menhirs ; une pancarte avec l'inscription « Carrière Obélix » en signale l'entrée, parfois enrichie de la mention « Attention sortie de menhirs ». Il dort cependant souvent chez Astérix.

## Œuvres où Obélix apparaît

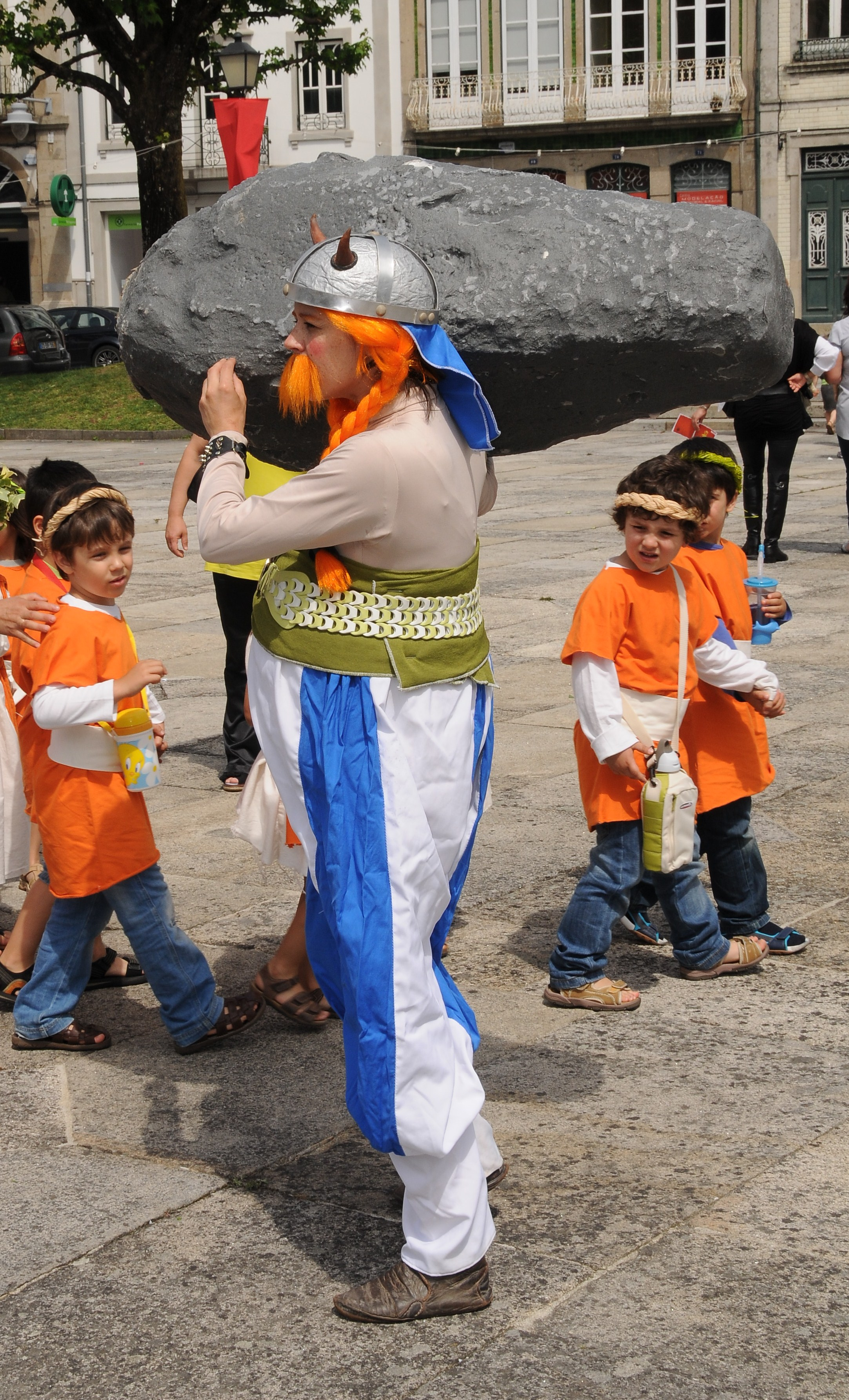
Une personne costumée en Obélix, à Braga au Portugal.

### Bandes dessinées
Tous les albums de la série Astérix.

### Adaptations

#### Télévision
- Deux Romains en Gaule (Pierre Tchernia, 1967) avec Jacques Morel qui prête sa voix à Obélix pour la première fois dans ce téléfilm qui mêle les personnages animés d'Astérix et Obélix à des décors en prises de vues réelles.
- Astérix et Obélix : Le Combat des chefs (Alain Chabat, 2025) avec Gilles Lellouche.

#### Cinéma

##### Films d'animation
Plusieurs comédiens ont prêté leurs voix à Obélix :
- Jacques Morel dans :
  - Astérix le Gaulois (Ray Goossens, 1967),
  - Astérix et Cléopâtre (René Goscinny et Albert Uderzo, 1968),
  - Les Douze Travaux d'Astérix (René Goscinny et Albert Uderzo, 1976) ;
- Pierre Tornade dans :
  - Astérix et la Surprise de César (Gaëtan Brizzi et Paul Brizzi, 1985),
  - Astérix chez les Bretons (Pino Van Lamsweerde, 1986),
  - Le Coup du menhir (Philippe Grimond, 1989),
  - Astérix et les Indiens (Gerhard Hahn, 1994) ;
- Jacques Frantz dans Astérix et les Vikings (Stefan Fjeldmark et Jesper Møller, 2006) ;
- Guillaume Briat dans :
  - Astérix : Le Domaine des Dieux (Alexandre Astier et Louis Clichy, 2014),
  - Astérix : Le Secret de la potion magique (Alexandre Astier et Louis Clichy, 2018).
- François-Xavier Demaison dans Astérix : Le Royaume de Nubie (2026)

##### Films en prise de vues réelles
Obélix a été interprété successivement par :
- Gérard Depardieu dans : 
  - Astérix et Obélix contre César (Claude Zidi, 1999)
  - Astérix et Obélix : Mission Cléopâtre (Alain Chabat, 2002)
  - Astérix aux Jeux olympiques (Frédéric Forestier et Thomas Langmann, 2008)
  - Astérix et Obélix : Au service de Sa Majesté (Laurent Tirard, 2012)
- Gilles Lellouche dans Astérix et Obélix : L'Empire du Milieu (Guillaume Canet, 2023)

#### Attractions au Parc Astérix
L'image d'Obélix est bien sûr très présente dans le célèbre parc d'attractions.
Lors de l'ouverture, une attraction le mettait en scène : La Balade d'Astérix, qui comportait en de nombreuses animatroniques dont plusieurs le représentant. L'attraction a été remaniée en 1999, devenant Épidemaïs Croisières, et l'ami d'Astérix est depuis moins présent le long du parcours, laissant la place à plus de personnages de l'univers de la série.
La même année, Obélix est également présent dans le Carrousel de César (toujours en activité). Un des sièges du manège est à son effigie, et permet au public de s'assoir dans son "dos". Il est également représenté sur les décorations ornant le dessus de l'attraction, jusque dans la flèche en son sommet à une époque (elle n'est plus présente de nos jours).
Le Menhir Express, crée en 1995, met à l'honneur l'activité professionnelle d'Obélix, les usagers du parc embarquant pour une promenade aquatique à bord d'un menhir.
En 2008, Le Défi de César ouvre ses portes. Obélix y apparaît par l'intermédiaire d'animations en images de synthèses, s'exprimant avec la voix de Jacques Frantz.
Lors de la saison 2016, le livreur de menhirs est une nouvelle fois mis à l'honneur dans une attraction, dans la thématisation (il apparaît notamment en statue à l'entrée) comme dans le nom : Discobélix. Son scénario raconte l'entraînement du personnage au lancer de disque, ce qui aboutit à des résultats spectaculaires vu sa force surhumaine. Les usagers embarquent dans un disque géant qui tourne sur lui-même durant toute la durée de l'attraction, comme si Obélix lui-même l'avait lancé.
La nouveauté 2019 du Parc est Attention Menhir, film d'animation réalisé par François-Xavier Aubague et Arnaud Bouron, projeté dans un nouveau cinéma 4-D. Ce dernier prend place dans le Cinématographe situé dans La Rue de Paris, renommé pour l'occasion Les Studios Idéfix, en référence aux studios du même nom. Le style graphique de ce film d'animation est basé sur les deux films réalisés par Alexandre Astier et Louis Clichy. La distribution vocale des principaux personnages du village est sensiblement la même que dans ces films, Obélix retrouvant ainsi la voix de Guillaume Briat.

### CD albums
- Au début des années soixante, Astérix et Obélix furent les vedettes de deux trente-trois tours produits par la firme Festival :
  - Astérix le Gaulois, réalisé par Jacques Garnier et Gérard Barbier, avec Guy Pierrauld (Astérix) et Albert Augier (Obélix) ;
  - La Serpe d'or, réalisé par Jacques Garnier et Gérard Barbier, avec Guy Pierrauld (Astérix) et Albert Augier (Obélix). Avec aussi Paul Préboist (Amérix + le récitant).
- En 1966, c'est la firme Philips qui produisit un trente-trois tours présentant une aventure originale :
  - Le menhir d'or, réalisé par Henri Gruel, avec Roger Carel (Astérix), Jacques Morel (Obélix), Jacques Jouanneau (Assurancetourix), Alain Mottet (Panoramix), Pierre Tornade (Abraracourcix).
- En 1996, la compilation Astérix au cinéma sort chez Wagram et propose une sélection de morceaux écrits pour les 6 premiers films d'animation ainsi que des chansons inédites au format CD, interprétées par Roger Carel et Jacques Morel.
- Le film en prises de vue réelles Astérix et Obélix contre César a eu droit à une commercialisation de sa bande originale au format CD en 1999, écrite et composée par Jean-Jacques Goldman et Roland Romanelli chez Sony Music Entertainment.
- De même pour le film d'animation Astérix et les Vikings en 2006 et là encore chez Sony Music Entertainment, avec la musique d'Alexandre Azaria.
- Les deux bandes originales composées par Philippe Rombi, pour Astérix : Le Domaine des dieux et Astérix : Le Secret de la Potion Magique, sont parues respectivement en 2014 et 2018 chez Boriginal et Music Box Records.
- Le 23 novembre 2019, à l'occasion des 60 ans d'Astérix, France Culture crée, au studio 104 de Radio France, un spectacle radiophonique en public tiré de la bande dessinée La Zizanie[15] intitulé « Astérix et la Zizanie »[16] (durée : 59 minutes), avec Laurent Stocker de la Comédie-Française (Astérix), Guillaume Briat (Obélix) et Rufus (Narrateur).

### Jeux vidéo
Obélix est bien sûr présent dans tous les jeux vidéo adaptés de la bande dessinée, mais aussi dans celui adapté du premier film en prises de vue réelles où il retrouve sans surprise la voix de Gérard Depardieu qui lui prête ses traits dans le même film :
- Astérix et Obélix contre César, 1999, développé par Tek 5 et édité par Cryo Interactive.

Pierre Tornade, Jacques Frantz et Guillaume Briat, qui se sont succédé sur le rôle dans sept films d'animations lui ont aussi prêté leur voix dans les jeux suivants développés par Étranges Libellules et édités par Atari puis par Microids et OSome Studio et Mr Nutz Studio :
- Astérix et Obélix XXL, 2004, avec Pierre Tornade ;
- Astérix et Obélix XXL 2 : Mission Las Vegum, 2005, avec Pierre Tornade ;
- Astérix aux Jeux olympiques, 2007, avec Jacques Frantz ;
- Astérix et Obélix XXL 3 : Le Menhir de cristal, 2019 (développé par OSome Studio), avec Guillaume Briat ;
- Astérix et Obélix : Baffez-les tous !, 2021 (développé par Mr Nutz Studio), avec Guillaume Briat ;
- Astérix et Obélix XXXL : Le Bélier d'Hibernie, 2022 (développé par OSome Studio), avec Guillaume Briat ;
- Astérix et Obélix : Baffez-les tous ! 2, 2023 (développé par Mr Nutz Studio), avec Guillaume Briat.